# Température équivalente
La température équivalente est la température d'une parcelle d'air dont on aurait complètement retiré sa vapeur d'eau par un processus adiabatique.
L'air atmosphérique est de l'air humide : il est composé d'air sec et de vapeur d'eau. Prenons un petit volume d'air humide qui est à une température T et avec un rapport de mélange r . Si on l'assèche totalement par condensation et qu'on élimine l'eau, le volume d'air aura une température supérieure qui dépend du relâchement de la chaleur latente de condensation :
{\displaystyle T_{e}\approx T+{\frac {l_{v}}{c_{pd}}}} r
{\displaystyle \,l_{v}} : coefficient de chaleur latente d'évaporation (de 2400 kJ/kg {25C} à 2600 kJ/kg {-40C})
{\displaystyle \,c_{pd}} : coefficient de chaleur spécifique à pression constante pour l'air ({\displaystyle \approx }1004 J/kg·K)
Pour ces deux derniers coefficients, il existe des tables auxquelles se référer.